# Le Canard enchaîné
«Кана́р аншене́» (фр. Le Canard enchaîné — «Прикованная утка») — французская еженедельная сатирическая газета о политике. Одно из старейших, популярнейших и влиятельнейших периодических изданий во Франции. В каждом номере печатается большое количество фельетонов, обзоров, подборок высказываний политиков, множество карикатур (штат включает около десятка карикатуристов, каждый из которых имеет узнаваемый стиль). Штаб-квартира находится в Париже.

## История
Основана в 1915 году Морисом Марешалем и его женой Жанной Марешаль, а также Х. П. Гассье. Название происходит от выходившей в начале XX века газеты под редакцией Клемансо — «Свободный человек» (фр. L'homme libre), которая из-за цензуры сменила название на «Человек в цепях». «Утка» (canard) — французское жаргонное название для газеты (и, в частности, для дутой газетной сенсации, что вошло и в русский язык).
Выходит по средам, занимает 8 полос. Тираж в 2008 году — 503 тысячи экземпляров. Газета принципиально не публикует рекламы и существует на доходы с продаж; это обстоятельство существенно способствует её независимости и авторитету. Акционерами газеты (издательство «Марешаль») являются только её сотрудники. При этом зарплаты одни из самых высоких во французской прессе. Финансовый отчёт газеты полностью открыт и публикуется каждый год в августе. Редакторы не имеют права играть на бирже, заниматься копирайтингом, принимать подарки и государственные награды.
Исторически издатели «Канар» придерживались левых антивоенных взглядов (с элементами анархизма), однако начиная с 1920-х стали отмежёвываться и от социалистов, и от коммунистов; социалистические правительства (Блюма, Мендес-Франса, Миттерана) воспринимались «Уткой» в целом более благожелательно, чем правые, однако с неизменной долей иронии и скепсиса. В настоящее время газета позиционирует себя как объективная и независимая.
К 50-летию Пятой республики в 2008 году опубликован объёмный том — хроника истории государства в карикатурах «Канар аншене» с комментариями.

## Содержание

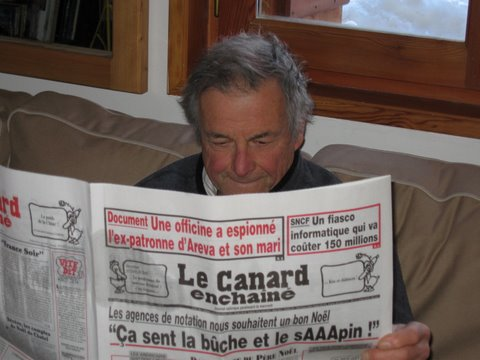

Особую роль во французской политике играют журналистские расследования, печатаемые в «Канар». Ещё в 1930-х годах она разбирала дело Ставиского. Целый ряд громких случаев приводил к краху карьеры некоторых политиков (Жак Шабан-Дельмас, Валери Жискар д'Эстен — дело с алмазами Бокассы I), экс-премьер Франсуа Фийон. Расследования часто основаны на утечках информации, собираемых при помощи сети «инсайдеров»; обычно подобная информация не появляется в центральной французской печати, и «Канар» успешно заполняет эту нишу. В 1960-е годы, когда «Утка» стала выходить на 8 полосах, она стала особенно грозной общественной силой; известно, что по средам Шарль де Голль спрашивал: «что пишет пернатая тварь?» (que dit le volatile?). «Канар аншене» выработала свой особый жаргон, например, специальные клички для политиков: «Мойгенерал» (в одно слово; де Голль), «Вали» (Жискар д’Эстен), «Дядя» (Миттеран), «Шиши» (Ширак) и прочие.
Заметное место в «Канар аншене» занимают неуместные высказывания политиков (часто по этой причине не попадающие в остальную печать), оговорки, опечатки, нечаянные двусмысленности, сопровождаемые обычно лаконичным язвительным комментарием; особую рубрику занимают спунеризмы. Пример такого редакционного комментария: один из аппаратчиков Коммунистической партии Франции в годы резкого падения её популярности неосторожно сказал: «Некоторые заявляют, что КПФ мертва. Но нет, она ещё не похоронена!» Процитировав эту фразу партийного функционера, «Канар аншене» добавила: «Как же она, должно быть, хорошо пахнет».
Специальный раздел посвящён театру и кино. В период президентства Николя Саркози газета публиковала «Дневник Карлы Б.» — пародийный дневник от лица жены президента Карлы Бруни (которая предстаёт капризной «богемной буржуа»); он печатался в розовой рамке на первой странице каждого номера.